# Ja zuster, nee zuster
Ja zuster, nee zuster is een Nederlandse muzikale komische televisieserie geschreven door Annie M.G. Schmidt, met muziek van Harry Bannink. De serie is van 3 september 1966 tot 7 september 1968 uitgezonden door de VARA, in 2 seizoenen van tien afleveringen. De serie was oorspronkelijk gemaakt voor de jeugd, maar was ook bij volwassenen zeer populair. 

## Televisieserie
Elke aflevering bevatte twee of drie liedjes. De liedjes uit de serie kwamen uit op single, langspeelplaat en op de toen nog vrij nieuwe muziekcassette, en leverden al snel een Gouden Plaat op. De serie was vrijwel meteen al mateloos populair. Op zaterdag 7 september 1968, de dag dat de laatste aflevering werd uitgezonden, schreef de Leidse Courant: 'Dit is het onherroepelijke einde van de ongetwijfeld meest succesvolle serie uit het vaderlandse teeveebestel.'
De opnamen werden gemaakt op Ampexbanden die later vrijwel allemaal werden hergebruikt, omdat deze banden zeer kostbaar waren. Daardoor zijn alle afleveringen verloren gegaan. Volgens verschillende bronnen is het materiaal al vrij snel gewist, vermoedelijk al in 1969 of 1970. De buitenopnamen werden op film geschoten en deze zogenaamde filminlassen zijn wel bewaard gebleven. Dat bewaard gebleven materiaal (vijftien liedjes) is later op video uitgebracht als onderdeel van een box met cd's waarop afleveringen van Ja zuster, nee zuster (door een amateur opgenomen op geluidsband) in hoorspelvorm zijn gegoten. Later verschenen de liedjes als bonus op de dvd-uitgave van de speelfilm. 
Hetty Blok, Piet Hendriks en Leen Jongewaard verschenen een half jaar later nog een keer in hun 'Ja zuster, nee zuster'-kledij op de televisie. Dat was tijdens een marathonuitzending voor de Stichting Bisschop Bekkers ("emmeractie") op 9 mei 1969, gepresenteerd door Mies Bouwman.
Delen uit de reeks zijn in 1968 ook in België uitgezonden. In het VRT-archief zijn de volledige afleveringen echter evenmin bewaard. Wel zijn daar in 2012 zes korte fragmentjes ontdekt, die opgenomen waren in het autopromotieprogramma Ziet u er wat in?. Dit waren allemaal clips uit de liedjes. De VRT heeft deze fragmenten overgedragen aan het Nederlands Instituut voor Beeld en Geluid. In 2021 vond een televisiehistoricus nog drie extra clips, die eerder over het hoofd waren gezien, namelijk van Bello, Stroei-voei, en Harry. Ter gelegenheid van 70 jaar televisie in Nederland werden deze vertoond op een speciale middagvoorstelling.

### Verhaal
De serie handelt over de lotgevallen van de bewoners van Rusthuis Klivia in de Primulastraat, die het regelmatig aan de stok krijgen met de boze buurman Boordevol. In het rusthuis zelf, waar zuster Klivia de scepter zwaait, wonen de ingenieur, de pruikenmaakster Jet, de jongens Bobby en Bertus, en later ook Gerrit de inbreker. De ingenieur voert buiten het zicht van de kijker proeven uit in de kelder, die altijd mislukken. Regelmatig komt er een grote knal uit de kelder, waarna de ingenieur omringd door rookpluimen uit de kelder komt. Boordevol, die eigenaar is van het pand, ergert zich groen en geel aan het "rusthuis vol herrie" en probeert Klivia en haar gevolg op alle mogelijke manieren het huis uit te krijgen. Soms schakelt hij hiervoor zelfs de rechter in. Gelukkig voor de kijker slaagt zijn opzet nimmer en blijft Rusthuis Klivia gewoon open.

### Rolverdeling
Vaste acteurs
- Zuster Klivia - Hetty Blok

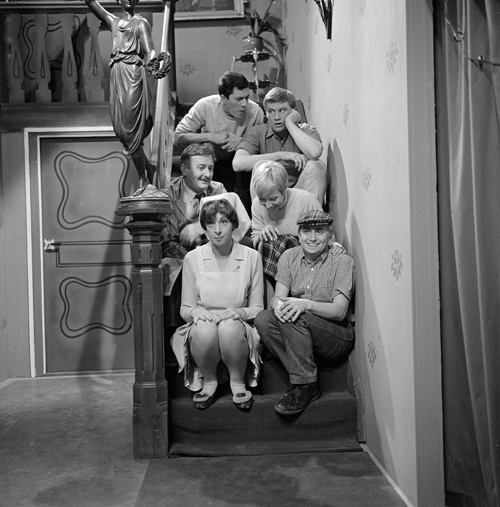
Ja zuster, nee zuster. Aflevering 6, 'Knibbeltje'

- Gerrit de inbreker / Opa van Gerrit - Leen Jongewaard
- De ingenieur - Piet Hendriks
- Boze Buurman Boordevol - Dick Swidde
- Jet, pruikenmaakster - Carla Lipp
- Bertus - John Kuipers
- Bobby - Barrie Stevens
- Lorre - stem van Piet Ekel

Gastrollen
In iedere aflevering waren een of meer gastrollen die veelal door toenmalige bekende Nederlanders werden ingevuld:
- Parapluhandelaar Johan de Groot - Ko van Dijk jr.
- Bakker - Jan Blaaser
- Slager - Johan Kaart
- Elektricien Smit - Luc Lutz
- Wim Sonneveld speelde een drievoudige gastrol in aflevering 16. Hij speelde zichzelf, Arie Pruijselaar jr. en Arie Pruijselaar sr.
- Mijnheer de directeur van het aardgas - Peter Aryans
- Mevrouw Blits, eigenares souvenirwinkel - Enny Mols-de Leeuwe
- Dirk, de "Griekse gastarbeider" - Hans Boskamp
- Mevrouw Rez de Chaussee, zogenaamd patiënte van Klivia, en "diep in de 78" - Leen Jongewaard (kleine derde rol)
- Rechter - Peter Aryans
- Wouter, boetiekhouder - Albert Mol

### Liedjes
In de oorspronkelijke serie kwamen de volgende 58 liedjes voor:
| - Aan de trapeze (Circusliedje) - Altijd ben ik bereid - Bello (niet zo trekken) - Buiten waait de Noordenwind - De beer - De jongens van de reisvereniging - De kat van ome Willem - De ouwe Jacob - De twips - Duifies, duifies - Elektrieke deken - Er was een stoere zeeman - Geld, alles kan je kopen voor geld - Gerrit de liftboy | - Goud uit stro - Groot zijn - Hallo, zei de muis - Harry (wat heb je met je haar gedaan?) - Hendrik Haan - Hou je gedeisd - Hé, hé word wakker - Iedereen is weleens bang - Ik ben de molenaar - Ik heb 't bewijs - Ik krijg 't weer - Ik verander - Ik wil het niet - In een kille, koude paardestal - In een rijtuigie | - Ingenieur op klompen - Ja Zuster, Nee Zuster (Niet met de deuren slaan) - Jij hebt gelogen, Gerrit - Knibbel, ons konijn - Laat ze breien - Ladumaar meneer - Lodewijk, waar zit je - Lorre is ziek - Met u onder een paraplu - Met Wim Sonneveld in bad - Mini & Maxi - M'n opa - Muis in de supermart - Naar Zwitserland - Op de step | - Poes, poes, poes - Popocatepetl - Samen met één vrijer - Schipbreukeling - Souvenir uit Nederland - Stop doe 't niet - Stroei-voei - Tippetip-bat-bat - Twee beschermengeltjes van Opa - Waar moeten we naartoe - Wij hebben een plan - Wij zijn bang voor de bullebak - Wil u een stekkie (van de fuchsia?) - Wosjni Nowgarad (van Wisjni naar Wosjni) |
De liedjes zijn verschenen op vier Decca-langspeelplaten: De geschiedenis van een rusthuis vol herrie, Nieuwe liedjes uit JZNZ, Een rusthuis vol liedjes uit JZNZ en Niet met de deuren slaan. Nadien zijn zowel op lp als (later) op cd vele compilaties uitgebracht. Van de liedjes werden ook talloze singles en ep's uitgebracht, die in een enkel geval ook de hitparade haalden. Er zijn ook enkele muziekcassettes verschenen met ieder vier stukken erop. In 1999 zijn de vier originele langspeelplaten heruitgebracht op cd door het label Nikkelen Nelis, met de originele hoesontwerpen, waarbij wel het Decca-logo is weggeretoucheerd.

### Prijzen
De serie won in 1967 de Gouden Televizier-Ring.

### Fotogalerij

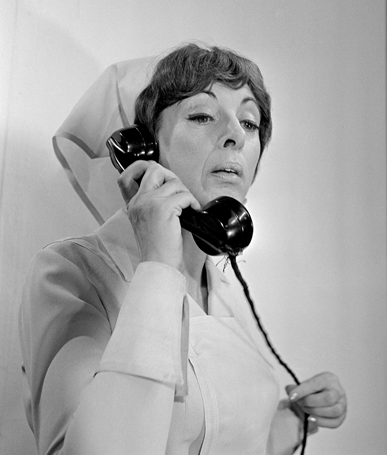
Hetty Blok als Zuster Klivia
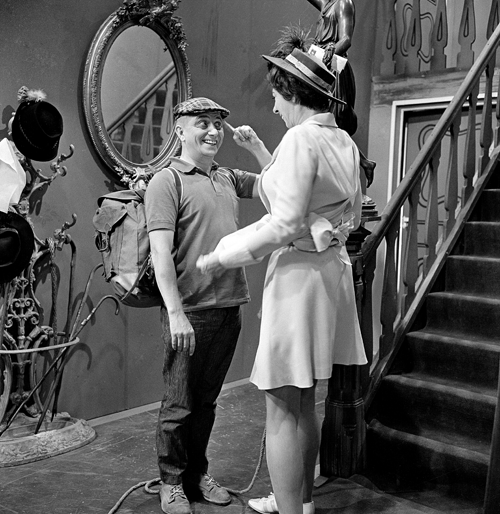
Leen Jongewaard en Hetty Blok
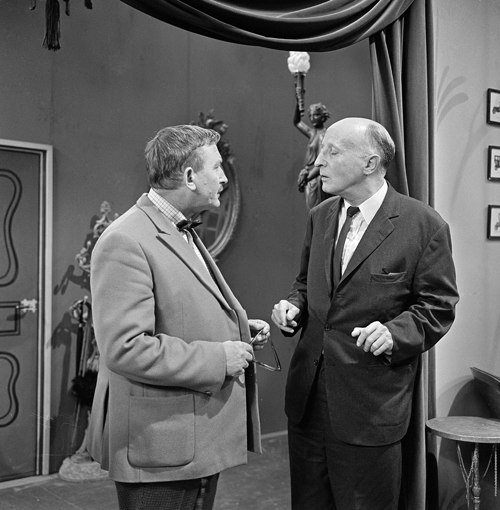
Piet Hendriks en Dick Swidde
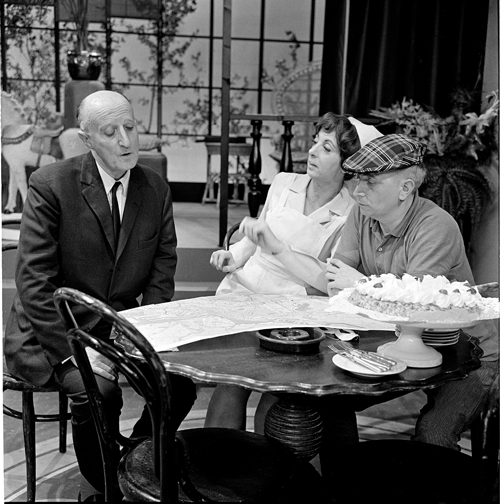
Dick Swidde, Hetty Blok en Leen Jongewaard
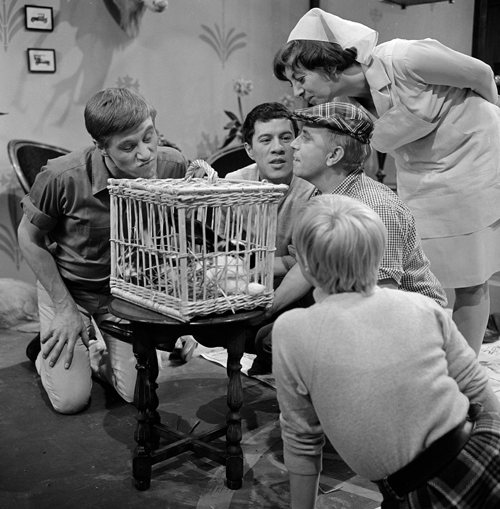
De vaste acteurs, hier in aflevering 6
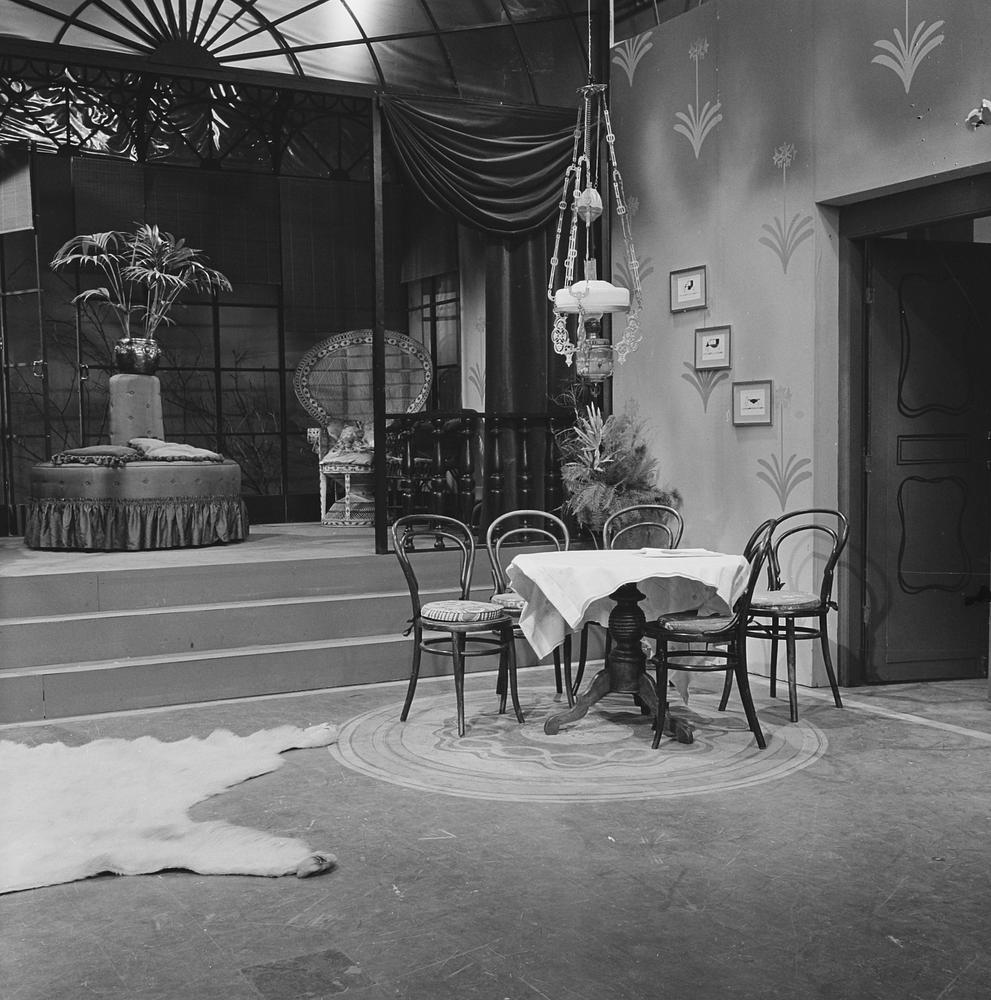
Decor
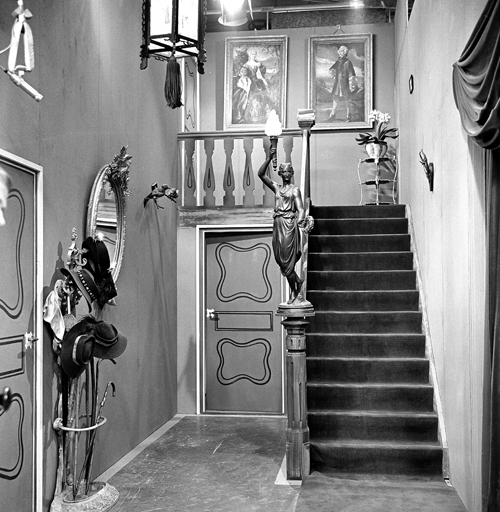
Decor met trap
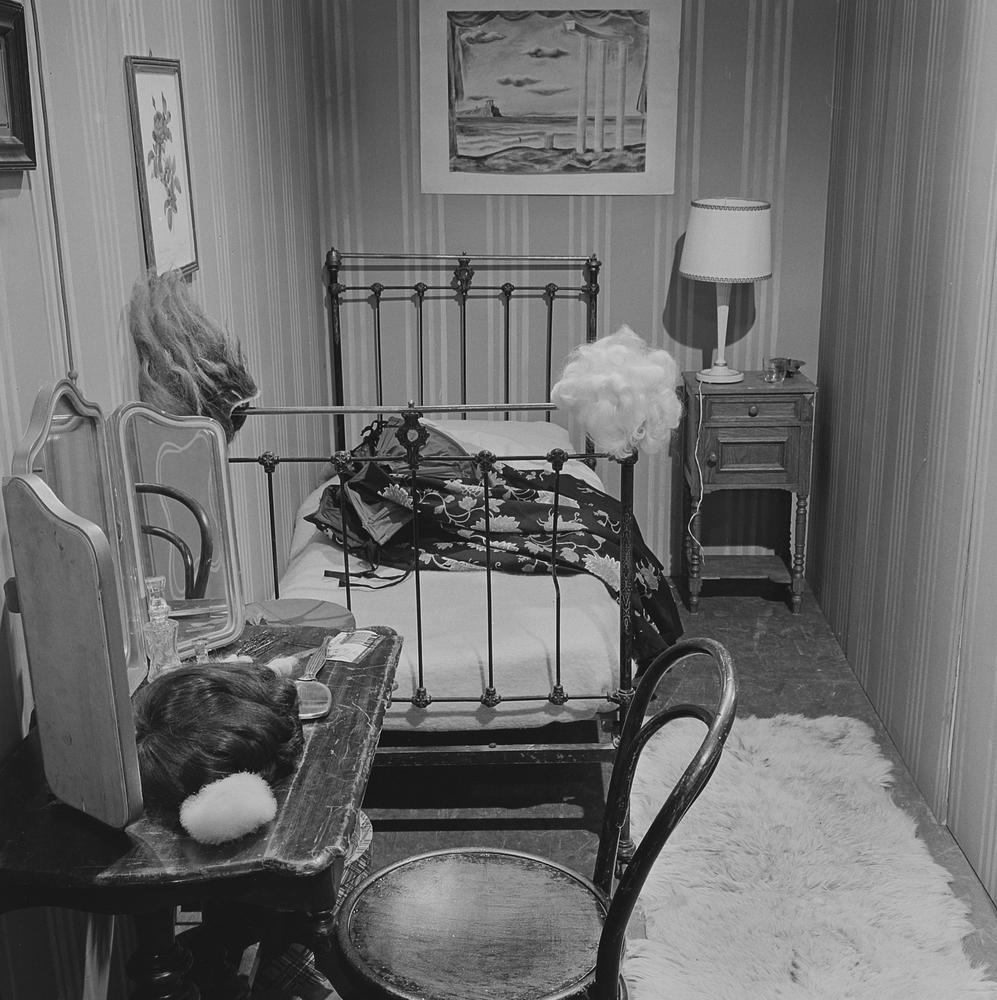
Slaapkamerdecor

## Discografie

### Singles
| Single met eventuele hitnotering(en) in de Nederlandse Top 40 | Datum van verschijnen | Datum van binnenkomst | Hoogste positie | Aantal weken | Opmerkingen                                                         |
| ------------------------------------------------------------- | --------------------- | --------------------- | --------------- | ------------ | ------------------------------------------------------------------- |
| Duifies, duifies                                              | 1966                  |                       | -               | -            | Hetty Blok & Leen Jongewaard                                        |
| M'n opa                                                       | 1967                  | 18 maart 1967         | 15              | 13           | Hetty Blok & Leen Jongewaard                                        |
| Schipbreukeling                                               | 1967                  |                       | -               | -            | Leen Jongewaard                                                     |
| De ouwe Jacob                                                 | 1967                  | 2 december 1967       | 16              | 7            | Leen Jongewaard                                                     |
| Wil u een stekkie?                                            | 1967                  | 11 november 1967      | tip             | -            | Hetty Blok & Leen Jongewaard                                        |
| De elektrieke deken                                           | 1967                  |                       | -               | -            | Hetty Blok, Leen Jongewaard & de Jonkies                            |
| Popocatepetl                                                  | 1967                  |                       | -               | -            | Albert Mol, Hetty Blok, Leen Jongewaard, Carla Lipp & Piet Hendriks |
| Stroei-voei                                                   | 1967                  |                       | -               | -            | Hans Boskamp                                                        |
| De kat van Ome Willem                                         | 1968                  | 2 maart 1968          | 2               | 10           | Wim Sonneveld met Hetty Blok, Leen Jongewaard & de Jonkies          |
| In een rijtuigie                                              | 1968                  | 23 maart 1968         | 12              | 6            | Wim Sonneveld & Leen Jongewaard                                     |
| Mini en Maxi                                                  | 1967                  | 8 juni 1968           | tip             | -            | Hetty Blok & Carla Lipp                                             |

## Merchandise
Van Ja zuster, nee zuster verschenen in de jaren zestig onder andere een Ministeckdoos, ansichtkaarten, drie verschillende soorten legpuzzels (Facet Puzzle), de twee boeken Ja zuster, nee zuster (De Arbeiderspers, 1967) en Ja zuster, nee zuster, tweede boek (De Arbeiderspers, 1969) en drie sleutelhangers (Klivia, Gerrit en opa). De sleutelhangers werden bij het reinigingsmiddel Andy verstrekt zonder toestemming van de acteurs, waarop Hetty Blok en Leen Jongewaard hiertegen vergeefs een rechtszaak aanspanden. In 2008 verscheen een postzegel met afbeelding van Hetty Blok en Leen Jongewaard als onderdeel van de themaserie 'De jaren 60'.

## Boek, toneelstuk, luisterboek, expositie
Eind 1999 ging het toneelstuk Ja zuster, nee zuster in première, en in oktober 2002 de gelijknamige film.
In 1999 verscheen een koffertje met een reconstructie van de serie in boekvorm. Een deel van de scripts was al eens in verhaalvorm opgeschreven door Annie M.G.Schmidt zelf, de andere scripts werden speciaal voor het boek bewerkt. Harry Bannink had speciaal voor die uitgifte alle liedjes uit de serie als piano-zang-arrangement uitgeschreven, en ook een aantal liedjes als karaoke-versies op een cd gezet. Ook bevatte het koffertje twee cd's met daarop alle originele liedjes en een danspassenkaart voor de twips. Daarnaast zijn beide boeken ook los verkrijgbaar en verscheen er een 4 cd-box met alle liedjes.
In datzelfde jaar speelde het Ro Theater onder regie van Pieter Kramer een toneelversie van Ja zuster, nee zuster, met in de hoofdrollen Loes Luca als zuster Klivia en Dick van den Toorn als Gerrit.
Van een aantal afleveringen zijn wel (amateur)geluidsopnamen bewaard gebleven. Op basis daarvan werd besloten een luisterboek samen te stellen. Hetty Blok sprak als Zuster Klivia de verbindende teksten. Uit de geluidsopnamen waren de liedjes verwijderd. De tune bleef wel behouden. 
Het Museum van de Twintigste Eeuw in Hoorn wijdde tussen november 2002 en maart 2003 een expositie aan Ja zuster, nee zuster: "Niet met de deuren slaan". Topstuk was een reconstructie van het decor van de huiskamer van Rusthuis Klivia uit de televisieserie, aangevuld met originele objecten uit het NOB-archief. Verder waren er talloze attributen (zoals het echte zusterpak van Hetty Blok), foto's, beeldfragmenten en merchandising te zien. Ook stonden overal geluidszuilen waar naar liedjes en dialogen uit de serie kon worden geluisterd. Hetty Blok opende de tentoonstelling en liet zich voor die gelegenheid fotograferen in haar eigen "rusthuis", overigens niet in het zusterpak. Het zusterpak is nu te bezichtigen in het Nederlands Instituut voor Beeld en Geluid. Een van de twee bijzettafeltjes waarop de clivia's in het originele decor stonden, werd door United Decor verkocht bij een veiling (28 september 2005, Veilinghuis Van Beusekom). Tijdens de kijkdagen was te zien dat het tafeltje flink beschadigd was geraakt.

## Cast theaterversies
| Rol               | 1999 (Ro Theater)        | 2009 (V&V Enterainment)                                                        |
| ----------------- | ------------------------ | ------------------------------------------------------------------------------ |
| Zuster Klivia     | Loes Luca                | Annick Boer                                                                    |
| Buurman Boordevol | Paul Kooij               | Ara Halici                                                                     |
| Gerrit            | Ad Knippels              | Joep Onderdelinden                                                             |
| Jet               | Tjitske Reidinga         | Dorien Haan                                                                    |
| Opa               | Dick van den Toorn       | Joep Onderdelinden                                                             |
| Ingenieur         | Guus Dam                 | Rein Hofman                                                                    |
| Agent             | Martijn Bosman, Guus Dam |                                                                                |
| Bobby             | Dick van den Toorn       | Roy Kullick                                                                    |
| Bertus            |                          | Mark Haayema                                                                   |
| Mevrouw de Kneu   |                          | Melise de Winter                                                               |
| Hoofd             |                          | Michel Sorbach                                                                 |
| Jonkie            |                          | Barbara de Wit, Sjoerd Oomen, Louis van Dijk, Eva van Rijn, Marjolein Schoofs\ |
| Lorre             |                          | Paul de Leeuw                                                                  |

## Afleveringen
- Lijst van afleveringen van Ja zuster, nee zuster